# Estero de Lobos
Estero de Lobos es una bahía en México. Se encuentra en el Estado de Sonora, sobre el Golfo de California, en la parte occidental del país, a 1500 km al noroeste de la capital, Ciudad de México.
Allí prevalece un clima de estepa. La temperatura media anual en la zona es de 26 °C. El mes más cálido es junio, cuando la temperatura media es de 32 °C y el más frío es enero, con 18 °C. La precipitación media anual es de 358 milímetros. El mes más lluvioso es agosto, con un promedio de 133 mm de precipitación, y el más seco es mayo, con 2 mm de lluvia.